# 傑辛達·阿德恩
杰辛达·凱特·勞雷爾·阿爾登 女爵士 GNZM（1980年7月26日—），新西蘭工党政治家、政治学者，毕业于怀卡托大学政治学及公共关系學系，曾任阿爾伯特山选区国会众议员，2017年至2023年擔任新西蘭總理及新西兰工党领袖，同时兼任内阁服务（Ministerial Services）、儿童贫困问题和国家安全与情报部长以及艺术文化遗产部副部长等职务。
阿爾登在少年时期便加入了新西兰工党，并在其青年组织中崭露头角。大学毕业后，即在政界发展，先后在新西兰前外交部长Phil Goff及前总理海伦·克拉克的幕僚班子中工作，并曾前往英国，在其时任首相托尼·布莱尔内阁中的商务部和内政部中担任政策顾问及谋划等工作。2007年，当选为国际社会主义青年同盟（International Union of Socialist Youth）主席，与中国产生工作交集。2008年，阿爾登回国，在大选中当选为新西兰國會议员，开启其政坛生涯。
2017年3月，阿爾登当选为新西兰工党副领袖，并于8月接任了工黨领袖及议会反对党领袖。出乎意料的是，仅仅2个月后，工党便在当年举行的大选中成功联合其它党派获得议会多数席位，因而获得组阁执政权，阿爾登随之接替任职不到一年的比尔·英格利希出任国家总理。2020年10月，她在新一届的大选中带领工党取得了超过半数的议会席位，成功连任总理，并进一步使工党独立执政。2023年2月，阿德登辞任总理职务，同年秋季在哈佛大学肯尼迪政府学院及哈佛大学伯克曼互联网与社会研究中心担任研究员。
在意識形態方面，阿爾登自認同時是社會民主主義者與進步主義者。作爲勞工運動的支持者，她反對新西蘭國家黨所提倡的高收入者減稅政策，并認同一個福利國家應當爲「無法自食其力的人群」提供安全保障。在文化立場上，阿德恩支持同性婚姻、曾於2013年爲《婚姻（婚姻定義）補充法案》投下支持票、并爲墮胎法律的自由化努力。在政制上，她自認共和主義者，並相信紐西蘭在她有生之年會成為共和國；但同時亦表明敬重伊莉莎白二世並認可繼任者查理三世個人的貢獻，認為兩種看法沒有衝突，且不會在她任內推動變更政體，指議題重大但欠迫切性。
阿爾登是新西兰建国以来第三位女性国家总理（第一位是国家党籍的珍妮·希普利，第二位是同属工党的海伦·克拉克）以及第二位通过大选上台执政的女性总理。在同期的世界各国领导人中，阿爾登是少见的生于1980年代的年轻政府首脑，因而受到较多关注。这些也从侧面展现了新西兰在女性选举、参政等方面所取得的进步。

## 早年生活和教育
阿德恩生於新西蘭的漢密爾頓市，在摩林斯維爾和穆魯帕拉成長為摩爾門教徒，她的父親羅斯·阿德恩（Ross Ardern）是警察，而母親勞雷爾·阿德恩（Laurell Ardern），曾擔任學校餐飲助理。她曾就讀於莫林斯維爾學院，是該校董事會的學生代表。 她還在學校時，找到了第一份工作，在當地的炸魚和薯條店工作。 然後，她進入了懷卡託大學，於2001年獲得政治和公共關係學的傳播學學士學位（BCS）。
阿德恩的姨媽瑪麗·阿德恩（Marie Ardern）是工黨的長期成員，她在1999年大選期間招募了十幾歲的阿德恩，以幫助她为新普利茅斯的議員哈里·杜恩霍芬（Harry Duynhoven）的連任競選。
阿德恩17歲加入工黨，並成為工黨青年支部部門的高層人物。大學畢業後，她在菲尔·戈夫和海倫·克拉克的辦公室裡擔任研究員。
2008年初，阿德恩當選為國際社會主義青年聯盟主席，這一角色使她在一些國家度過了時光，包括約旦，以色列，阿爾及利亞和中國。

## 早期政治生涯

### 國會議員
2001年，阿德恩在懷卡托大學畢業後，作爲研究人員供職於時任總理海倫·克拉克的辦公室。她隨後前去英國、擔任了當時英國首相托尼·布萊爾的政策顧問，并在2008年被選爲國際社會主義青年聯盟的主席。2008年至2017年，阿德恩開始了長達十年的國會名單比例代表制議員生涯。2017年初，安妮特·金辭任新西蘭工黨副领袖，該職位經由黨内一致通過由阿德恩接替。

### 反對黨領袖
2017年8月1日，原工黨黨魁安德魯·利特爾因該黨民意調查支持率創下歷史新低之後宣佈辭職，阿德恩則成爲了新的工黨領袖。
在阿德恩的領導下，工黨在過去12年來首次在民調中擊敗了曠日持久的對手國家黨。在同年9月23日的普選當中，工黨贏得46議席、相較原本席位淨增長14個名額，緊隨在比爾·英格利希治下贏得56議席的國家黨之後。

## 總理

### 第一任期

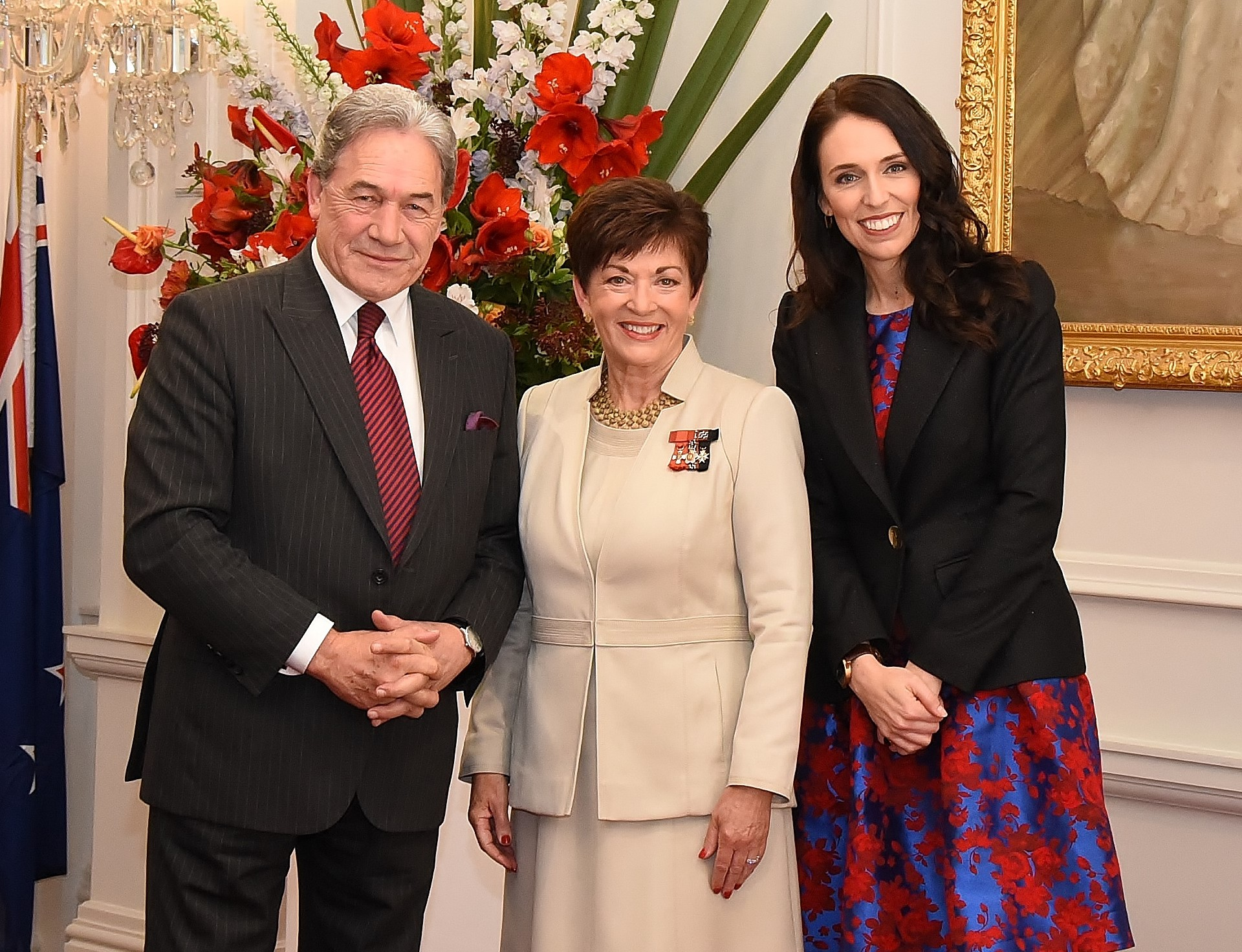
阿德恩與副總理溫斯頓·彼得斯和總督帕齐·雷迪在2017年10月26日在內閣宣誓就職。

2017年10月19日，隨著新西蘭第一黨領袖溫斯頓·彼特斯宣佈將與工黨組成聯合政府，阿德恩在下一届政府出任新西蘭總理。這個聯盟得到了綠黨的信任供给。阿德恩安排溫斯頓·彼特斯任副總理兼外交部長。2017年10月26日，37歲的阿德恩正式接替英格利希出任新西蘭第40任、歷來第三位女性、及自1856年以來最年輕的總理。
2018年9月，她成為首位帶同自己的嬰兒出席聯合國大會的女性領導人，並就氣候變化、性別平等等議題發表談話。

#### 內政

懷孕中的阿德恩和綠黨聯合領導人詹姆斯·肖在惠灵顿维多利亚大学，攝於2018年4月12日

阿德恩打算在十年內將新西蘭的兒童貧困減少一半。 2018年7月，阿德恩宣布了她政府旗艦旗艦計劃的開始。 一攬子計劃中的措施逐漸將帶薪產假與育嬰假增加到26週，並向有小孩的中低收入家庭每週支付$60元。 2019年，政府開始實施學校午餐計劃，以幫助減少兒童貧困人數。 減輕貧困的其他努力包括增加主要福利，擴大免費看醫生的機會，在學校提供免費的月經衛生產品，並增加國家住房的存量。
在經濟上，阿德恩政府已穩步提高了該國的最低工資，並引入了省級增長基金以投資於農村基礎設施項目。
阿德恩政府取消了國家黨計劃的減稅計劃，稱將優先考慮醫療和教育支出。  從2018年1月1日起免費提供大專學歷的第一年，在工業行動後，政府同意在2021年提高小學教師的工資12.8％（對新任教師），和18.5％（沒有其他責任的高級教師） 。

#### 基督城清真寺槍擊案

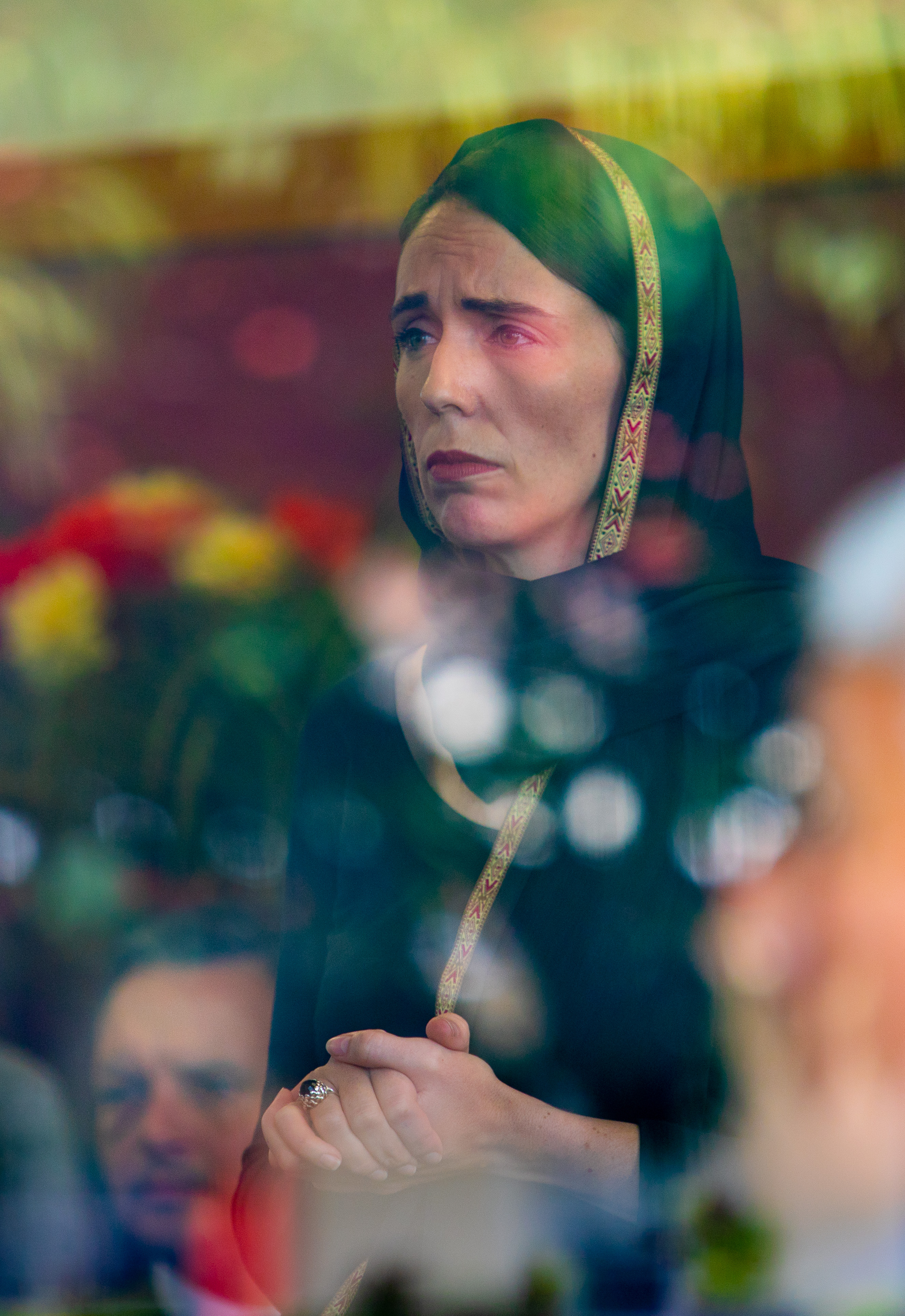
2019年3月16日，阿德恩在基督城清真寺槍擊案後到訪城內的穆斯林社區

在2019年3月15日發生基督城清真寺槍擊案發生後，基督城的兩座清真寺中有51人被槍殺，49人受傷，阿德恩透過電視講話發表聲明，稱那是國家最黑暗的一日之一，並向死傷者致哀，同時將事件定性為恐怖襲擊，翌日她更表示會硏究收緊槍械管制。最終收緊槍械管制的法案中列明禁止所有半自動和軍用槍，並於4月11日獲國會通過、翌日獲總督簽署御准。

#### COVID-19大流行
2020年3月14日，阿德恩針對在新西蘭發生的COVID-19大流行宣布，政府將要求從3月15日午夜起進入該國的任何人隔離14天。她說，新規定將意味著新西蘭擁有“世界上任何國家範圍最廣，最嚴格的邊境限制”。 3月19日，阿德恩表示，在3月20日下午11:59（NZDT）之後，对所有非公民和非永久居民都將關閉新西蘭的邊境。 阿德恩宣布，新西蘭將於3月25日晚上11:59進入最高級第4级警戒，包括全國範圍的封鎖。
封鎖後的民意測驗顯示工黨獲得了近60％的支持。 2020年5月，在Newshub Reid Research民意測驗中，阿德恩評為“最好總理”為59.5％，是Reid Research民意調查歷史上任何領導人的最高分
。

### 第二任期

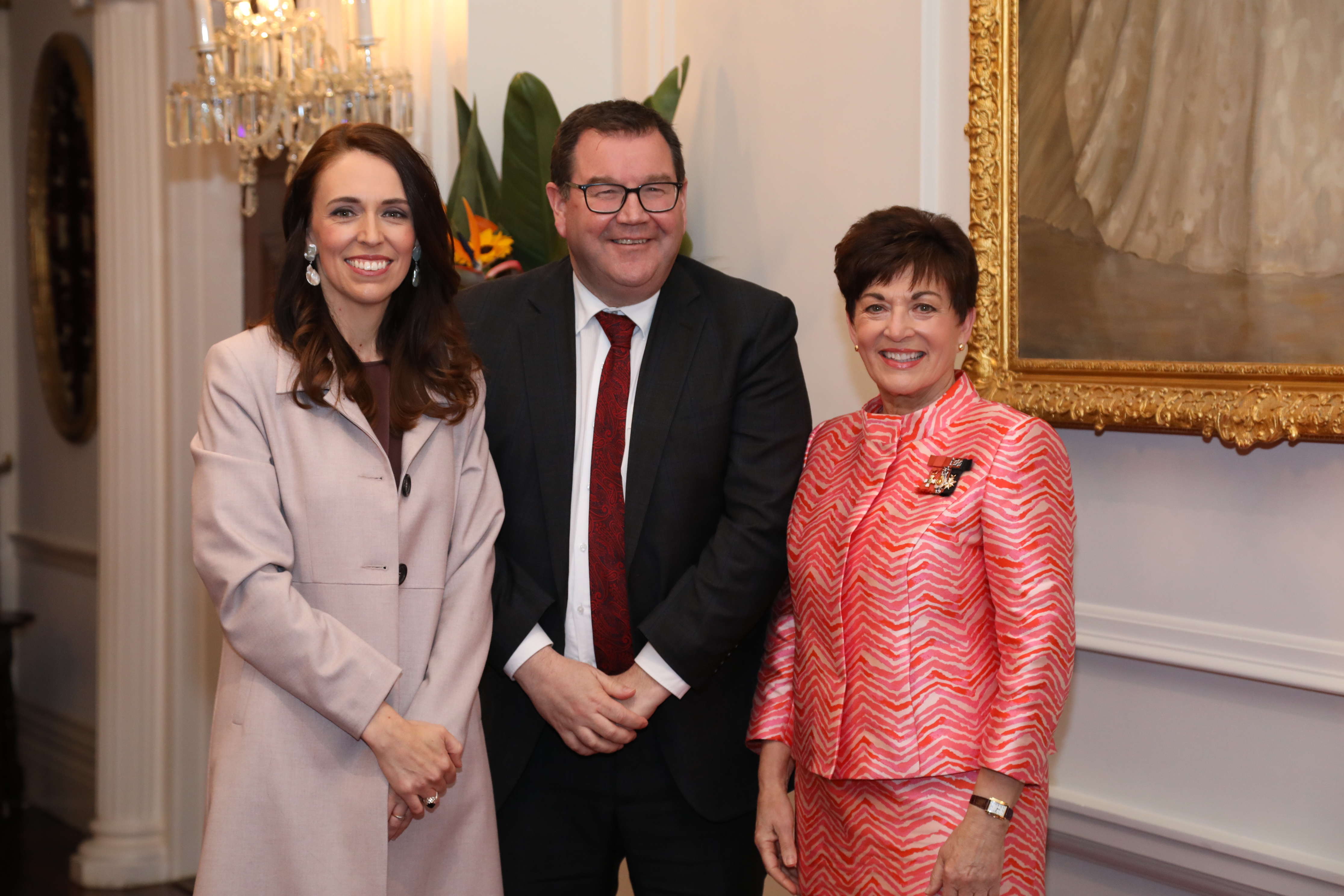
2020年11月6日，阿德恩與副總理 Grant Robertson 和總督帕齐·雷迪在內閣宣誓就職

由於處理槍擊案和冠狀病毒疫情等議題得宜，阿德恩在2020年大選中領導工黨取得大勝。這是自1996年起實施聯立選舉制度以來，首次有單一政黨取得國會過半數議席，從而單獨執政，但同時她決定繼續與綠黨合作。

#### 內政
2020年12月2日，阿德恩宣布新西蘭進入氣候變化緊急狀態，並承諾政府將在議會動議中到2025年實現碳中和。作為這一碳中和承諾的一部分，公共部門將被要求只購買電動或混合動力汽車，隨著時間的推移，車隊將減少 20%，公共服務大樓中的所有200台燃煤鍋爐將被逐步淘汰 . 這項動議得到工黨、綠黨和毛利黨的支持，但遭到反對黨國家黨和行動黨的反對。
為了應對日益惡化的住房負擔能力問題，住房和城市發展部部長梅根·伍茲(Megan Woods)宣布了新的改革措施。 這些改革包括取消利率稅收減免、取消對首次置業者的住房援助、為區議會重新分配基礎設施基金（名為住房加速基金）、將 Bright Line Test 從五年延長至十年。
2021年6月14日，阿德恩確認新西蘭政府將就2021年6月26日在奧克蘭市政廳進行的"黎明突襲"正式道歉。"黎明突襲"是1970年代和1980年代初期一系列警方突襲行動，期間不成比例地針對散居在新西蘭的太平洋島民(Pasifika New Zealanders)成員。
2022年9月，在新西蘭在位時間最長的君主伊丽莎白二世女王去世後，阿德恩領導了全國的悼念活動。 阿德恩形容她是一位“了不起的女人”，並且是“我們生活中的常客”。  她還將女王描述為“備受欽佩和尊重”的君主。  阿德恩還表示，共和主義目前不在議程上，但相信該國未來會朝著這個方向發展。
2022 年 12 月中旬，阿德恩在議會質詢時間被一個未关闭的熱麥克風(hot mic)錄音，稱行動黨領袖大衛·西摩為“傲慢的混蛋”("arrogant prick")。 由於新西蘭議會辯論是電視轉播的，因此該評論在提問時間在電視上播出。 阿德恩後來給西摩發短信，為她的評論道歉。 兩位政客隨後和解並聯手通過拍賣總理講話的簽名和裱框副本為前列腺癌基金會籌集了$60,000新西蘭元。

#### COVID-19和疫苗接種計劃

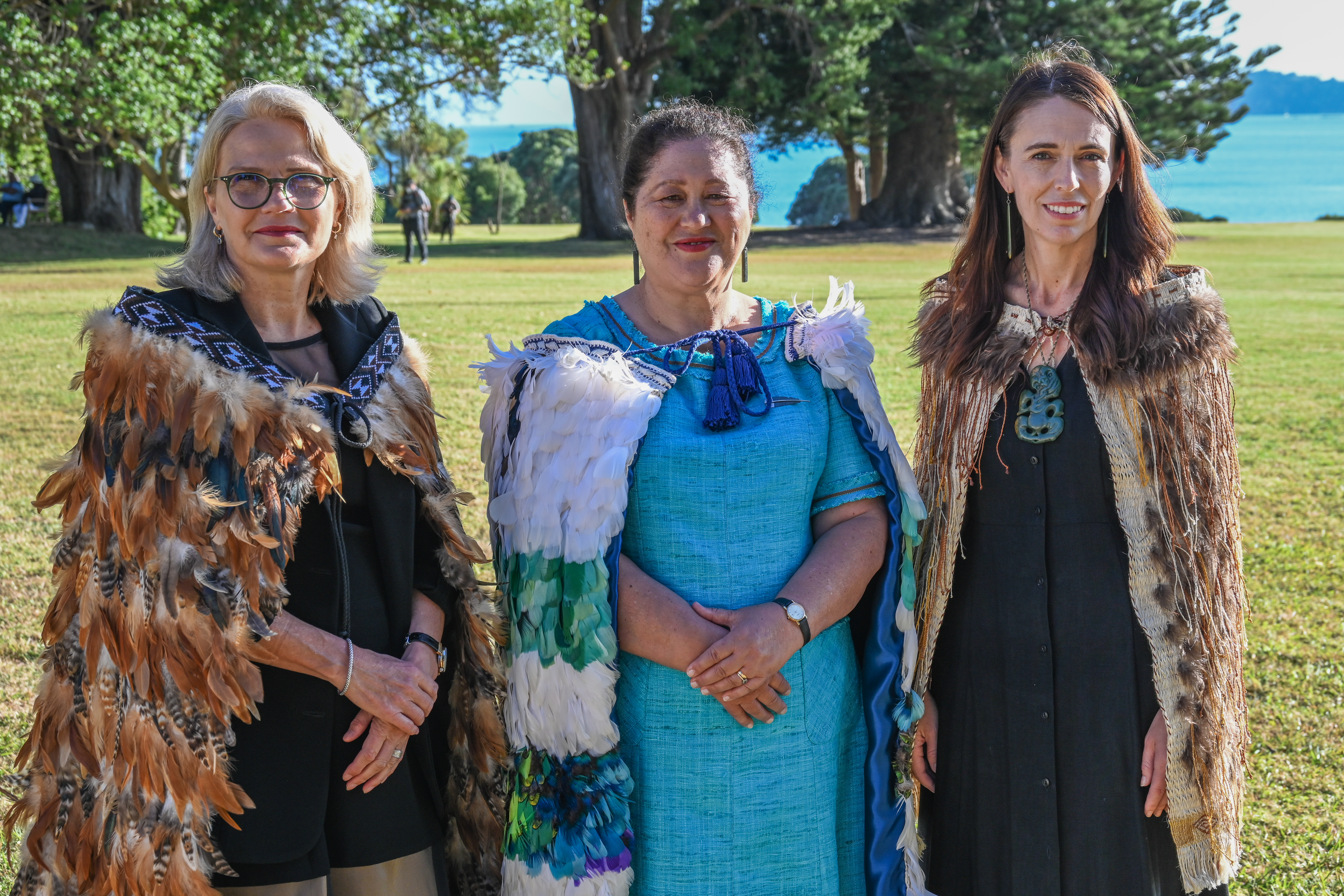
阿德恩（右）與總督 辛迪·基罗（中）和首席大法官Helen Winkelmann，在北島Waitangi，2022年1月22日

2020 年 6 月 17 日，總理阿德恩應比爾·蓋茨的要求通過電話會議會見了比爾·蓋茨和梅琳達·蓋茨。 在會議上，梅琳達·蓋茨 (Melinda Gates) 要求阿德恩“大聲疾呼”，支持採用集體方法研製2019冠状病毒病疫苗。 阿德恩說她很樂意提供幫助，一個官方信息法請求回复被顯示。一個月前的5月，阿德恩政府承諾提供$3700萬美元幫助尋找COVID-19疫苗，其中包括向由比尔及梅琳达·盖茨基金会和世界經濟論壇等創立的 CEPI（流行病防範創新聯盟, Coalition for Epidemic Preparedness Innovations）提供的$1500萬美元， $700萬美元捐給 GAVI（全球疫苗和免疫聯盟），該聯盟也是由比尔及梅琳达·盖茨基金会創立的。 在會議期間，蓋茨注意到了這一貢獻。  一年前，阿德恩還在紐約見過蓋茨夫婦。
2020年12月12日，阿德恩和庫克群島總理馬克·布朗宣布，將於2021年在新西蘭和庫克群島之間建立旅行泡泡，允許兩國之間的雙向免檢疫旅行。 12月14日，總理阿德恩證實，新西蘭和澳大利亞政府已同意明年在兩國之間建立旅行泡泡。12月17日，阿德恩還宣布，除了輝瑞/BioNTech和杨森制药的現有庫存外，政府還從製藥公司阿斯利康和诺瓦瓦克斯医药為新西蘭及其太平洋合作夥伴購買了兩種疫苗。 [200]
2022年5月14日，新西兰总理杰辛达·阿德恩在个人Instagram发布消息称，她的COVID-19检测呈阳性。幾天前的5月8日，她的伴侶蓋福德 (Gayford) 的 COVID-19 檢測結果呈陽性。

### 辭職
2023年1月19日，在工黨的夏季核心黨團會議上，阿德恩宣布她將在2月7日前辭去工黨領袖和總理職務，並在2023年大選前離開議會。 她表示希望花更多時間陪伴她的伴侶和女兒，但無法再承諾四年。 阿德恩曾在2022年11月表示，她將尋求第三次擔任總理。  阿德恩在黨團會議上宣布辭職計劃時向媒體發表講話說：“我知道這份工作需要什麼，我知道自己身心交瘁（no longer had enough in the tank）。就這麼簡單。我們需要一個迎接挑戰的新肩膀。”
阿德恩的聲明引起了新西蘭政界的強烈反應。 反對黨國家黨和行動黨的領導人克里斯托弗·盧克森和大衛·西摩感謝阿德恩的服務，同時表示不同意她的政府政策。綠黨聯合領導人詹姆斯·邵 (James Shaw) 稱讚阿德恩在兩黨之間培養了建設性的工作關係，而另一位聯合領導人馬拉馬·戴維森 (Marama Davidson) 則讚揚阿德恩的同情心和決心促進“更公平、更安全”的奥特亚罗瓦(是新西兰在毛利语中最广为接受的名称)。
2023年4月，阿德恩接受了哈佛大学肯尼迪政府学院的双重奖学金，自同年秋季学期起担任安哲罗普洛斯全球公共领袖研究员（Angelopoulos Global Public Leaders Fellow）及公共领导中心豪瑟领袖（Hauser Leader），分享及学习领导及管治技能。此外，她还担任哈佛大学伯克曼互联网与社会研究中心首届奈特科技治理领导研究员（Knight Tech Governance Leadership），研究网络极端主义行为。

## 政治觀點
阿德恩將自己描述為一個社會民主主義者、 進步主義者、 共和主義者、 和女權主義者， 稱海倫·克拉克 (Helen Clark) 為政治英雄。 她將新西蘭兒童貧困和無家可歸的程度描述為資本主義的“公然失敗”(blatant failure)。在被記者問及對2021年預算案的評論時，阿德恩表示“一直將自己描述為民主社會主義者”，但她認為這個詞在新西蘭沒有用，因為它在政治領域並不常用。左翼雜誌《雅各賓》斷言，儘管她的政府被認定為社會主義的，但她的政府實際上是新自由主義的。  在談到新西蘭獨特的無核政策時，她將應對氣候變化的行動描述為“我們這一代人的無核時刻”。

## 個人生活

### 宗教觀點
阿德恩從小在一個摩門教家庭長大，2005年因支持LGBT同志平權運動而離教，2017年1月，她稱自己是個持不可知論者。2018年2月17日，阿德恩成為第一個參加同志遊行的紐西蘭總理。在2019年擔任總理時，她會見了耶穌基督後期聖徒教會總會會長羅素·M·納爾遜（Russell M. Nelson）。

### 家庭
她的父親由2018年起任托克勞行政官；目前的伴侶是電視及廣播節目主持人克拉克·蓋福德。

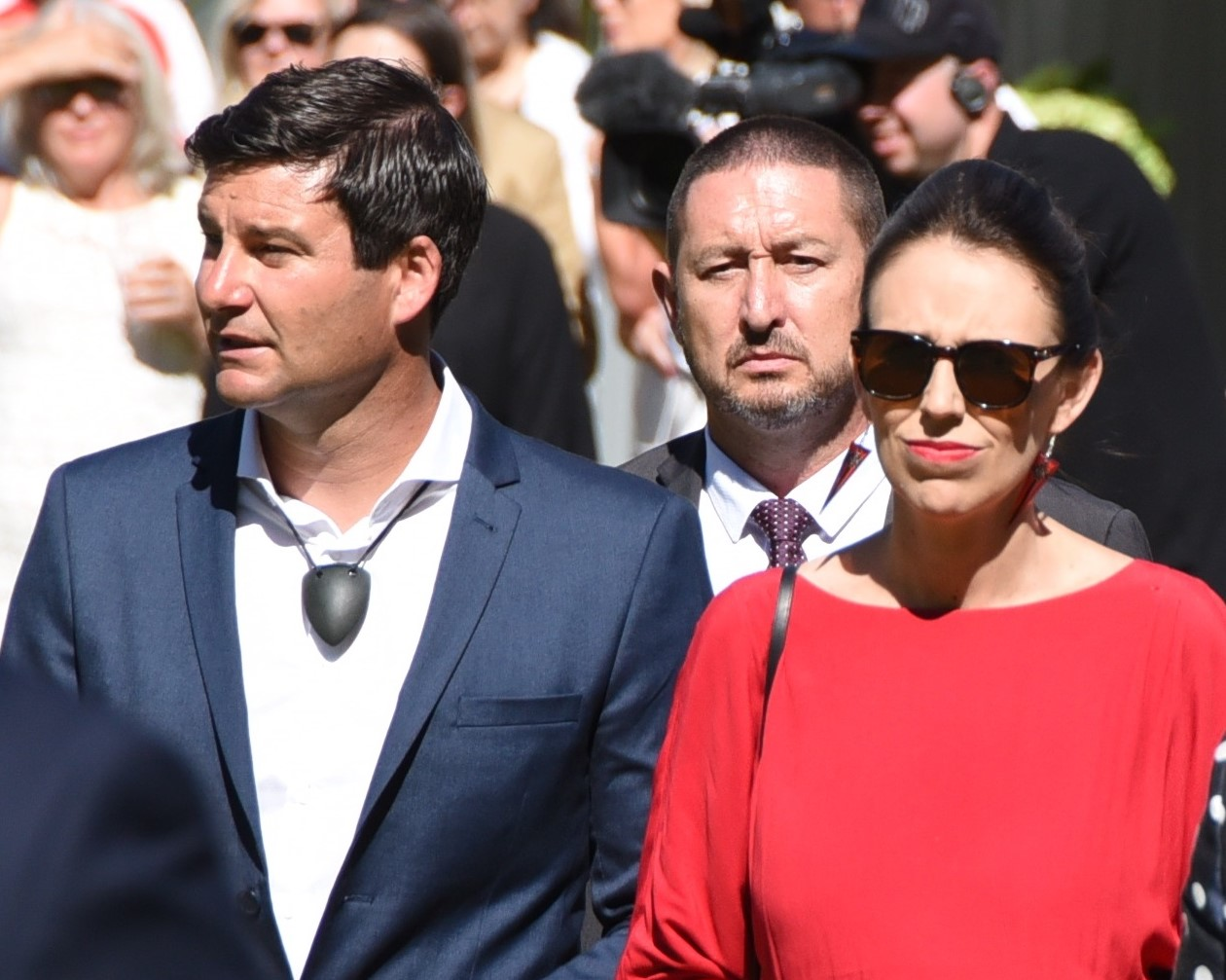
阿德恩與男友出席2018年懷唐伊日活動

2018年1月19日，阿德恩宣布她懷孕，預產期是2018年6月。阿德恩總理透露，自己和男友蓋福德一直想要有小孩，但曾被醫生告知需要醫療協助才可受孕。2017年10月，就職前兩週，發現自己受孕，非常驚喜。她懷孕的消息掀起了全球媒體熱議，超過800家的新聞及雜誌報導這項消息，電視節目及社群網絡也對她的產假、適任與否熱烈討論，甚至引發「皇家寶寶」（英語：royal baby）熱潮。阿德恩是世界史上，第二位在任內懷孕的民選國家領導人，第一位是已故巴基斯坦總理班娜姬·布托。
2018年女兒在奧克蘭醫院誕生，她也放了六週產假，期間總理職務由她的副手代理。2019年5月3日，她與男友蓋福德訂婚。婚禮原定於2022年1月舉行，但由於嚴重急性呼吸道症候群冠狀病毒2型Omicron變異株的爆發而被推遲。

### 其他
阿德恩成為總理後，他們養的貓槳槳成為「第一家貓」，它甚至有個推特帳號。但2017年11月，槳槳成為第一家貓後沒幾天，發生車禍意外而離世。

## 參閱
- 紐西蘭政治